# Phra atromaculata
Phra atromaculata är en insektsart som beskrevs av William Lucas Distant 1911. Phra atromaculata ingår i släktet Phra och familjen Derbidae. Inga underarter finns listade i Catalogue of Life.